# Художествена галерия на Обществото за македонски изследвания
Художествената галерия на Обществото за македонски изследвания (на гръцки: Πινακοθήκη Εταιρείας Μακεδονικών Σπουδών) е галерия в град Солун, Гърция, ръководена от Обществото за македонски изследвания.

## Сграда
Разположена е на последния етаж на сградата на Обществото, на улица „Николаос Германос“ № 1 и заема площ от около 500 m2. Архитект на сградата е Василис Касандрас.

## История и фонд
Галерията е основана в юни 1975 година с цел популяризиране и разпространение на съвременното гръцко изкуство и по-специално това от Егейска Македония. В колекцията на художествената галерия са включени над деветстотин картини, скулптури и гравюри, повечето от които са дело от художници от Солун, както и произведения на важни гръцки и чуждестранни художници.
Фондът на галерията представя основните направления на развитиети на изкуството в Егейска Македония, както и развитието на съвременното гръцко изкуство от 1850 година насам. Сред известните местни художници, представени в галерията са Тасос Кирязопулос, Спирос Василиу, Талия Флора-Каравия, Никос Сахинис, Ана Христофоридиу, Кирякос Камбадакис, Апостолос Килесопулос и други.